# Catocala juncturelloides
Catocala juncturelloides är en fjärilsart som beskrevs av Embrik Strand 1914. Catocala juncturelloides ingår i släktet Catocala och familjen nattflyn. Inga underarter finns listade i Catalogue of Life.